# ブレンダン・アレン
ブレンダン・アレン（Brendan Allen、1995年12月28日 - ）は、アメリカ合衆国の男性総合格闘家。サウスカロライナ州ビューフォート出身。キルクリフFC所属。UFC世界ミドル級ランキング9位。元LFAミドル級王者。

## 来歴
13歳の時に兄と共にブラジリアン柔術のトレーニングを始め、高校ではボクシングとレスリングを経験。2015年、IMMAFアマチュア総合格闘技世界選手権のミドル級に出場し、金メダルを獲得した。同年8月にプロ総合格闘技デビュー。
2019年7月16日、Dana White's Contender Series 20でアーロン・ジェフリーと対戦し、リアネイキドチョークで1R一本勝ち。この勝利により、UFCとの契約権を獲得した。

### UFC
2019年10月18日、UFC初出場となったUFC on ESPN: Reyes vs. Weidmanでケビン・ホランドと対戦し、リアネイキドチョークで2R一本勝ち。
2020年11月14日、UFC Fight Night: Felder vs. dos Anjosでショーン・ストリックランドと対戦し、スタンドパンチ連打で2RTKO負け。
2022年2月5日、大会4日前のオファーを受けてUFC Fight Night: Hermansson vs. Stricklandでサム・アルビーとライトヘビー級契約で対戦し、左フックでダウンを奪いリアネイキドチョークで2R一本勝ち。
2022年10月1日、UFC Fight Night: Dern vs. Yanでクリストフ・ヨトゥコと対戦し、リアネイキドチョークで1R一本勝ち。パフォーマンス・オブ・ザ・ナイトを受賞した。
2023年2月25日、UFC Fight Night: Muniz vs. Allenでミドル級ランキング11位のアンドレ・ムニスと対戦し、リアネイキドチョークで3R一本勝ち。2試合連続のパフォーマンス・オブ・ザ・ナイトを受賞した。同大会のメインイベントはニキータ・クリーロフとライアン・スパンのライトヘビー級マッチが予定されていたが、クリーロフが大会当日に体調不良で欠場したため、ムニスとアレンの試合がメインイベントにスライドされる形となった。
2023年11月18日、UFC Fight Night: Allen vs. Craigでミドル級ランキング13位のポール・クレイグと対戦し、リアネイキドチョークで3R一本勝ち。パフォーマンス・オブ・ザ・ナイトを受賞した。
2024年4月6日、UFC Fight Night: Allen vs. Curtis 2でミドル級ランキング14位のクリス・カーティスと再戦し、2-1の5R判定勝ち。リベンジに成功した。当初はミドル級ランキング5位のマーヴィン・ヴェットーリと対戦予定であったが、ヴェットーリの欠場によりカーティスとの再戦に変更された。
2024年9月28日、UFC Fight Night: Moicano vs. Saint Denisでミドル級ランキング4位のナッソーディン・イマボフと対戦し、0-3の判定負け。
2025年2月22日、UFC Fight Night: Cejudo vs. Songでミドル級ランキング12位のアンソニー・ヘルナンデスと約7年ぶりに再戦し、0-3の判定負け。

## 戦績
| 総合格闘技 戦績 | 総合格闘技 戦績 | 総合格闘技 戦績 | 総合格闘技 戦績 | 総合格闘技 戦績 | 総合格闘技 戦績 | 総合格闘技 戦績 |
| --------------- | --------------- | --------------- | --------------- | --------------- | --------------- | --------------- |
| 32 試合         | (T)KO           | 一本            | 判定            | その他          | 引き分け        | 無効試合        |
| 25 勝           | 5               | 14              | 6               | 0               | 0               | 0               |
| 7 敗            | 2               | 1               | 4               | 0               | 0               | 0               |

| 勝敗 | 対戦相手                   | 試合結果                          | 大会名                                      | 開催年月日     |
| ○    | マーヴィン・ヴェットーリ   | 5分3R終了 判定3-0                 | UFC 318: Holloway vs. Poirier 3             | 2025年7月19日  |
| ×    | アンソニー・ヘルナンデス   | 5分3R終了 判定0-3                 | UFC Fight Night: Cejudo vs. Song            | 2025年2月22日  |
| ×    | ナッソーディン・イマボフ   | 5分3R終了 判定0-3                 | UFC Fight Night: Moicano vs. Saint Denis    | 2024年9月28日  |
| ○    | クリス・カーティス         | 5分5R終了 判定2-1                 | UFC Fight Night: Allen vs. Curtis 2         | 2024年4月6日   |
| ○    | ポール・クレイグ           | 3R 0:38 リアネイキドチョーク      | UFC Fight Night: Allen vs. Craig            | 2023年11月18日 |
| ○    | ブルーノ・シウバ           | 1R 4:39 リアネイキドチョーク      | UFC on ABC 5: Emmett vs. Topuria            | 2023年6月24日  |
| ○    | アンドレ・ムニス           | 3R 4:25 リアネイキドチョーク      | UFC Fight Night: Muniz vs. Allen            | 2023年2月25日  |
| ○    | クリストフ・ヨトゥコ       | 1R 4:17 リアネイキドチョーク      | UFC Fight Night: Dern vs. Yan               | 2022年10月1日  |
| ○    | ジェイコブ・マルクーン     | 5分3R終了 判定3-0                 | UFC 275: Teixeira vs. Procházka             | 2022年6月12日  |
| ○    | サム・アルビー             | 2R 2:10 リアネイキドチョーク      | UFC Fight Night: Hermansson vs. Strickland  | 2022年2月5日   |
| ×    | クリス・カーティス         | 2R 1:58 TKO（左膝蹴り）           | UFC on ESPN 31: Font vs. Aldo               | 2021年12月4日  |
| ○    | プナヘレ・ソリアーノ       | 5分3R終了 判定3-0                 | UFC on ESPN 27: Sandhagen vs. Dillashaw     | 2021年7月24日  |
| ○    | カール・ロバーソン         | 1R 4:55 足首固め                  | UFC 261: Usman vs. Masvidal 2               | 2021年4月24日  |
| ×    | ショーン・ストリックランド | 2R 1:32 TKO（スタンドパンチ連打） | UFC Fight Night: Felder vs. dos Anjos       | 2020年11月14日 |
| ○    | カイル・ドーカス           | 5分3R終了 判定3-0                 | UFC on ESPN 12: Poirier vs. Hooker          | 2020年6月27日  |
| ○    | トム・ブリーズ             | 1R 4:47 TKO（パウンド）           | UFC Fight Night: Benavidez vs. Figueiredo   | 2020年2月29日  |
| ○    | ケビン・ホランド           | 2R 3:38 リアネイキドチョーク      | UFC on ESPN 6: Reyes vs. Weidman            | 2019年10月18日 |
| ○    | アーロン・ジェフリー       | 1R 3:23 リアネイキドチョーク      | Dana White's Contender Series 20            | 2019年7月16日  |
| ○    | モーゼス・ムリエッタ       | 5分5R終了 判定3-0                 | LFA 61 【LFAミドル級タイトルマッチ】        | 2019年2月22日  |
| ○    | ティム・ハイリー           | 3R 3:16 リアネイキドチョーク      | LFA 50 【LFAミドル級王座決定戦】            | 2018年9月21日  |
| ○    | ラリー・クロウ             | 1R 2:06 TKO（パウンド）           | LFA 43                                      | 2018年6月22日  |
| ×    | アンソニー・ヘルナンデス   | 5分5R終了 判定0-3                 | LFA 32 【LFAミドル級王座決定戦】            | 2018年1月26日  |
| ○    | クリス・ハリス             | 2R 1:22 三角絞め                  | LFA 18                                      | 2018年5月12日  |
| ×    | エリク・アンダース         | 5分5R終了 判定0-3                 | LFA 14 【LFAミドル級王座決定戦】            | 2017年6月23日  |
| ○    | ジョン・カーク             | 1R 2:46 TKO（パンチ連打）         | LFA 3                                       | 2017年2月10日  |
| ○    | シドニー・ウィーラー       | 2R 0:29 キーロック                | Valor Fights 3 【VFミドル級タイトルマッチ】 | 2016年12月2日  |
| ○    | マット・ジョーンズ         | 1R 3:34 リアネイキドチョーク      | MCFP 2                                      | 2016年9月23日  |
| ○    | クローヴィス・ハンコック   | 2R 1:54 リアネイキドチョーク      | Legacy FC 58                                | 2016年7月22日  |
| ○    | チャーリー・レーダー       | 1R 3:26 リアネイキドチョーク      | WFC 52                                      | 2016年5月14日  |
| ×    | トレヴィン・ジャイルズ     | 2R 1:47 リアネイキドチョーク      | Legacy FC 52                                | 2016年3月25日  |
| ○    | コーリー・モーゲンバーグ   | 1R 4:03 TKO（パンチ連打）         | WFC 46                                      | 2016年1月9日   |
| ○    | ゼブロン・ストルード       | 1R 4:40 TKO（パンチ連打）         | WFC 42                                      | 2015年8月22日  |

## 獲得タイトル
- 第5代LFAミドル級王座（2018年）
- VFミドル級王座（2016年）
- IMMAFアマチュア総合格闘技世界選手権ミドル級 優勝（2015年）

## 表彰
- UFC パフォーマンス・オブ・ザ・ナイト（3回）